# Roselyn Sánchez
Roselyn Sánchez, född 2 april 1973 i San Juan, Puerto Rico, är en amerikansk-puertoricansk skådespelerska, sångerska, låtskrivare, dansare, fotomodell, producent och författare. Hon flyttade från San Juan till New York vid 21 års ålder. Hon har medverkat i många filmer och TV-program och förutom att hon fått priser för sina filmer har hon även fått priser för sin skönhet. Hon blev bland annat vald till Miss Puerto Rico Petite år 1993 och året efter till Miss America Petite. Hon är gift med skådespelaren Eric Winter.

## Filmografi i urval
- Grand Hotel (2019) (TV-serie)
- Act från Valor (2010)
- The Perfect Sleep (2009)
- The Game Plan (2007)
- Rush Hour 3 (2007)
- Venus & Vegas (2007)
- Yellow (2006)
- Shooting Gallery (2005)
- Edison (film) (2005)
- Underclassman (2005)
- State Property 2 (2005)
- Chasing Papi (2003)
- Basic (2003)
- Nightstalker (2002)
- Boat Trip (2002)
- Miss Miami (2002) (TV)
- Rush Hour 2 (2001)
- Held Up (1999)
- Captain Ron (1992)